# Fayetteville (Pennsylvanie)
Pour les articles homonymes, voir Fayetteville.
Fayetteville est une census-designated place du comté de Franklin en Pennsylvanie, aux États-Unis.